# Baron Howard of Escrick
Baron Howard of Escrick was een adellijke titel in de peerage van Engeland. De titel werd ingevoerd op 12 april 1628.

## Geschiedenis
De titel baron Howard of Escrick werd op 12 april 1628 gegeven aan Edward Howard, 1e baron Howard of Escrick, een lid van het invloedrijke huis Howard. Hij was de jongere zoon van Thomas Howard, 1e graaf van Suffolk, zoon van Thomas Howard, 4e hertog van Norfolk, en zijn tweede vrouw Margaret Audley. Edward Howard vertegenwoordigde Winchelsea in het Lagerhuis en werd beschuldigd van deelname aan de Rye House-samenzwering. Later werd hij tipgever bij staatsprocessen, waarvoor hij gehaat werd. De titel stierf uit in 1715, na de dood van Edward Howards zoon Charles Howard, de vierde baron.

## Titeldragers
- Edward Howard, 1e baron Howard van Escrick (1628–1675)
- Thomas Howard (1675-1678), 2e baron Howard of Escrick
- William Howard, 3e baron Howard of Escrick (1678–1694)
- Charles Howard (-1715), 4e baron Howard of Escrick (1694–1715)